# The Fable of Aggie and the Aggravated Attacks
The Fable of Aggie and the Aggravated Attacks è un cortometraggio muto del 1914. Il nome del regista non viene riportato.
Il soggetto, dai toni di commedia, è tratto da una storia di George Ade.

## Produzione
Il film fu prodotto dalla Essanay Film Manufacturing Company.

## Distribuzione
Distribuito dalla General Film Company, il film - un cortometraggio di una bobina - uscì nelle sale cinematografiche USA il  25 novembre 1914.